# Economía de las Antillas Neerlandesas

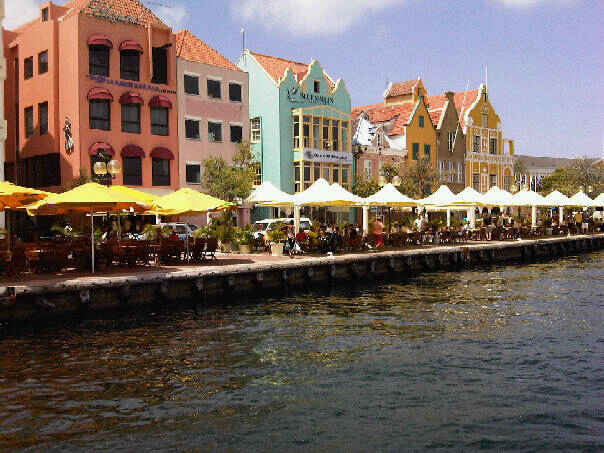
Puerto de Curazao

Los recursos naturales más importantes de las islas son los fosfatos en Curazao, y la sal en Bonaire. 
El PIB estimado en 2004 ascendía a 2,8 millardos de dólares.
El desarrollo de su agricultura es escaso debido a la pobreza del suelo y el inadecuado abastecimiento de agua, representando tan sólo el 1% del PIB.
Sus industrias principales son el turismo y los servicios (84% del PIB), el refinado de petróleo y la industria ligera. Hay 122 buques extranjeros registrados bajo bandera de conveniencia.
Prácticamente la totalidad de los productos de consumo son importados, siendo sus principales proveedores México y los EE. UU.
La renta per cápita en el país es superior a la media regional. En parte, gracias a la inversión extranjera, una desarrollada infraestructura y el soporte financiero externo. 
La población activa ronda las 90.000 personas, con una tasa de desempleo estimada en 2002 del 17%. La distribución sectorial de las manos de obra sigue las proporciones comentadas para el PIB (primario 1%, secundario 13% y servicios 86%).
El cambio de la modena nacional (florin antillano) con el dólar estadounidense está fijado en 1:1,79 desde 1989.
Las Antillas económicamente se destacan por las visitas extranjeras y ofrecen sus servicios 
- Datos: Q5333834
- Multimedia: Economy of the Netherlands Antilles / Q5333834